# Hans Thomsson
Mikael Ulf Hans Thomsson, född 4 februari 1969, är en svensk damastvävare.
Hans Thomsson växte upp i Hemse på Gotland. Han utbildade sig 1990–1992 vid Väfskolan i Borås och 1998 på Fondazione Arte della Seta Lisio i Florens i Italien.
Efter studierna vid textilhögskolan 1992 erbjöds han arbete på Klässbols linneväveri. Under åren 1993–1998 vävde han Kungaduken. Uppdraget var att väva damast som skulle ges i gåva från regering och riksdag till kung Carl XVI Gustaf vid dennes 20-jubileum som regent 1993.
Han har arbetat med konstnärer som Andreas Eriksson och Kazuyo Nomura. Till Andreas Erikssons utställning ”Roundabouts” på Bonniers konsthall i Stockholm 2014 skapade han vävar efter Erikssons svart-vita fotografier. För Kazuyo Nomura har han utfört draperier till Stockholms sjukhem.
Sedan 2001 bor och arbetar han i tidigare Myrbackens mejeri i Äskekärr i Mariestads kommun. 

## Utmärkelser
- Barbro Wingstrands stipendium, 2015, som delas ut av Hemslöjden[1]
- Mästarbrev i handvävaryrket av Sveriges hantverksråd, 2016